# Liste des meilleurs buteurs en équipe d'Algérie de football
Liste des footballeurs algérien ayant marqué au moins cinq buts en équipe d'Algérie depuis le premier match de celle-ci le 6 janvier 1963 contre la Bulgarie.
NTB : Ce classement ne comporte pas les matchs (éliminatoires et phases finales) des jeux olympiques, jeux africains, jeux méditerranéens, coupe arabe des nations et jeux panarabes.
Les joueurs encore en activité sont inscrits en caractères gras.

## Les meilleurs buteurs
Dernière mise à jour le 10 juin 2025
| #  | Nom                 | Buts contre sélections nationales | Buts contre sélections nationales | Buts contre sélections nationales | Buts contre sélections nationales | Buts contre sélections nationales | Buts contre sélections nationales | Autres buts | Première sélection | Dernière sélection |
| #  | Nom                 | Compétitions officielles          | Compétitions officielles          | Compétitions officielles          | Compétitions officielles          | Amical                            | Total Buts                        | Autres buts | Première sélection | Dernière sélection |
| #  | Nom                 | CM                                | CAN                               | Autres                            | Total                             | Total                             | Total Buts                        | Autres buts | Première sélection | Dernière sélection |
| -- | ------------------- | --------------------------------- | --------------------------------- | --------------------------------- | --------------------------------- | --------------------------------- | --------------------------------- | ----------- | ------------------ | ------------------ |
| 1  | Islam Slimani       | 2                                 | 4                                 | 27                                | 33                                | 12                                | 45                                | 1           | 26 mai 2012        |                    |
| 2  | Abdelhafid Tasfaout | 0                                 | 2                                 | 26                                | 28                                | 8                                 | 36                                | 1           | 16 décembre 1991   | 28 janvier 2002    |
| 3  | Baghdad Bounedjah   | 0                                 | 5                                 | 15                                | 20                                | 12                                | 32                                | 0           | 15 novembre 2014   |                    |
| 3  | Riyad Mahrez        | 0                                 | 6                                 | 17                                | 23                                | 9                                 | 32                                | 0           | 31 mai 2014        |                    |
| 5  | Lakhdar Belloumi    | 1                                 | 6                                 | 17                                | 24                                | 4                                 | 28                                | 6           | 22 octobre 1978    | 17 novembre 1989   |
| 5  | Rabah Madjer        | 1                                 | 5                                 | 19                                | 25                                | 3                                 | 28                                | 5           | 28 octobre 1978    | 17 janvier 1992    |
| 7  | Djamel Menad        | 0                                 | 5                                 | 15                                | 20                                | 5                                 | 25                                | 2           | 19 décembre 1980   | 22 juillet 1995    |
| 8  | Hilal Soudani       | 0                                 | 2                                 | 17                                | 19                                | 5                                 | 24                                | 0           | 4 juin 2011        | 15 décembre 2021   |
| 9  | Tedj Bensaoula      | 1                                 | 3                                 | 15                                | 19                                | 0                                 | 19                                | 5           | 9 décembre 1979    | 6 juin 1986        |
| 9  | Sofiane Feghouli    | 1                                 | 2                                 | 12                                | 15                                | 4                                 | 19                                | 1           | 29 février 2012    |                    |
| 11 | Rafik Saïfi         | 0                                 | 0                                 | 11                                | 11                                | 7                                 | 18                                | 0           | 5 juin 1998        | 23 juin 2010       |
| 12 | Salah Assad         | 2                                 | 3                                 | 5                                 | 10                                | 5                                 | 15                                | 1           | 1er mai 1977       | 25 juin 1989       |
| 12 | Yacine Brahimi      | 1                                 | 0                                 | 11                                | 12                                | 3                                 | 15                                | 0           | 26 mars 2013       |                    |
| 14 | Hacène Lalmas       | 0                                 | 3                                 | 7                                 | 10                                | 4                                 | 14                                | 11          | 20 mars 1964       | 31 octobre 1974    |
| 13 | Mohammed Amoura     | 0                                 | 0                                 | 10                                | 10                                | 3                                 | 13                                | 0           | 13 octobre 2021    |                    |
| 16 | Ali Meçabih         | 0                                 | 2                                 | 4                                 | 6                                 | 4                                 | 10                                | 2           | 21 octobre 1995    | 25 mars 2001       |
| 16 | Youcef Belaïli      | 0                                 | 2                                 | 6                                 | 8                                 | 2                                 | 10                                | 0           | 26 mars 2015       |                    |
| 18 | Rachid Dali         | 0                                 | 0                                 | 8                                 | 8                                 | 1                                 | 9                                 | 2           | 23 octobre 1969    | 11 mai 1975        |
| 18 | Billel Dziri        | 0                                 | 3                                 | 3                                 | 6                                 | 3                                 | 9                                 | 1           | 27 septembre 1991  | 19 juin 2005       |
| 20 | Omar Betrouni       | 0                                 | 0                                 | 5                                 | 5                                 | 3                                 | 8                                 | 4           | 26 juin 1968       | 28 juillet 1978    |
| 20 | Hocine Yahi         | 0                                 | 1                                 | 3                                 | 4                                 | 4                                 | 8                                 | 4           | 11 février 1982    | 26 mars 1988       |
| 20 | Mokhtar Kalem       | 0                                 | 1                                 | 7                                 | 8                                 | 0                                 | 8                                 | 1           | 5 février 1967     | 5 juin 1972        |
| 23 | Ramy Bensebaini     | 0                                 | 0                                 | 5                                 | 5                                 | 2                                 | 7                                 | 2           | 7 janvier 2017     |                    |
| 23 | Ali Fergani         | 0                                 | 1                                 | 4                                 | 5                                 | 2                                 | 7                                 | 2           | 3 juin 1973        | 14 mars 1986       |
| 23 | Abdelmalek Cherrad  | 0                                 | 1                                 | 3                                 | 4                                 | 3                                 | 7                                 | 1           | 12 février 2003    | 7 février 2007     |
| 23 | Aïssa Mandi         | 0                                 | 0                                 | 6                                 | 6                                 | 1                                 | 7                                 | 0           | 5 mars 2014        |                    |
| 27 | Nassim Akrour       | 0                                 | 1                                 | 3                                 | 4                                 | 2                                 | 6                                 | 4           | 6 décembre 2001    | 28 avril 2004      |
| 27 | Moussa Saïb         | 0                                 | 2                                 | 3                                 | 5                                 | 1                                 | 6                                 | 1           | 7 janvier 1989     | 21 avril 2001      |
| 27 | Ali Bencheikh       | 0                                 | 0                                 | 3                                 | 3                                 | 3                                 | 6                                 | 0           | 8 octobre 1976     | 1er mai 1985       |
| 27 | Nabil Bentaleb      | 0                                 | 1                                 | 2                                 | 3                                 | 3                                 | 6                                 | 0           | 5 mars 2014        |                    |
| 27 | Mansour Boutabout   | 0                                 | 0                                 | 6                                 | 6                                 | 0                                 | 6                                 | 0           | 11 octobre 2003    | 26 mars 2008       |
| 27 | Amine Gouiri        | 0                                 | 0                                 | 5                                 | 5                                 | 1                                 | 6                                 | 0           | 22 mars 2024       |                    |
| 27 | Antar Yahia         | 0                                 | 0                                 | 5                                 | 5                                 | 1                                 | 6                                 | 0           | 15 janvier 2004    | 29 février 2012    |
| 33 | Djamel Amani        | 0                                 | 3                                 | 0                                 | 3                                 | 2                                 | 5                                 | 3           | 23 août 1986       | 17 décembre 1990   |
| 33 | Houssem Aouar       | 0                                 | 0                                 | 3                                 | 3                                 | 2                                 | 5                                 | 0           | 18 juin 2023       |                    |
| 33 | Djamel Belmadi      | 0                                 | 0                                 | 3                                 | 3                                 | 2                                 | 5                                 | 1           | 9 juillet 2000     | 20 juin 2004       |
| 33 | Yassine Benzia      | 0                                 | 0                                 | 1                                 | 1                                 | 4                                 | 5                                 | 0           | 25 mars 2016       |                    |
| 33 | Nasser Bouiche      | 0                                 | 1                                 | 3                                 | 4                                 | 1                                 | 5                                 | 1           | 31 mai 1982        | 8 juin 1987        |
| 33 | Rabah Gamouh        | 0                                 | 0                                 | 3                                 | 3                                 | 2                                 | 5                                 | 1           | 8 décembre 1971    | 5 janvier 1982     |
| 33 | Faouzi Ghoulam      | 0                                 | 1                                 | 4                                 | 5                                 | 0                                 | 5                                 | 0           | 26 mars 2013       |                    |
| 33 | Adam Ounas          | 0                                 | 3                                 | 0                                 | 3                                 | 2                                 | 5                                 | 0           | 5 septembre 2017   |                    |
| 33 | Saphir Taïder       | 0                                 | 0                                 | 4                                 | 4                                 | 1                                 | 5                                 | 0           | 26 mars 2013       |                    |
| 33 | Karim Ziani         | 0                                 | 0                                 | 4                                 | 4                                 | 1                                 | 5                                 | 0           | 12 février 2003    | 3 septembre 2011   |

Légende : Passer la souris sur le texte et la légende apparaîtra.

## Buteurs algériens par compétition

### Coupe du monde
| Rang | Joueur              | Poste     | Buts | Sél. | Ratio | Coupe(s) du monde disputée(s) |
| ---- | ------------------- | --------- | ---- | ---- | ----- | ----------------------------- |
| 1    | Abdelmoumene Djabou | Milieu    | 2    | 3    | 0.66  | 2014 (2)                      |
| 1    | Islam Slimani       | Attaquant | 2    | 4    | 0.50  | 2014 (2)                      |
| 1    | Salah Assad         | Attaquant | 2    | 5    | 0.40  | 1982 (2), 1986 (0)            |
| 2    | Yacine Brahimi      | Milieu    | 1    | 3    | 0.33  | 2014 (1)                      |
| 2    | Tedj Bensaoula      | Attaquant | 1    | 4    | 0.25  | 1982 (1), 1986 (0)            |
| 2    | Sofiane Feghouli    | Milieu    | 1    | 4    | 0.25  | 2014 (1)                      |
| 2    | Lakhdar Belloumi    | Milieu    | 1    | 5    | 0.20  | 1982 (1), 1986 (0)            |
| 2    | Djamel Zidane       | Milieu    | 1    | 5    | 0.20  | 1982 (0), 1986 (1)            |
| 2    | Rabah Madjer        | Attaquant | 1    | 6    | 0.16  | 1982 (1), 1986 (0)            |
| 2    | Rafik Halliche      | Défenseur | 1    | 7    | 0.14  | 2010 (0), 2014 (1)            |

### Jeux olympiques
| Rang | Joueur             | Poste     | Buts | Sél. | Ratio | Jeux olympiques disputés |
| ---- | ------------------ | --------- | ---- | ---- | ----- | ------------------------ |
| 1    | Sofiane Bendebka   | Milieu    | 2    | 3    | 0.66  | 2016 (2)                 |
| 1    | Lakhdar Belloumi   | Milieu    | 2    | 4    | 0.50  | 1980 (2)                 |
| 2    | Mohamed Benkablia  | Milieu    | 1    | 3    | 0.33  | 2016 (1)                 |
| 2    | Baghdad Bounedjah  | Attaquant | 1    | 3    | 0.33  | 2016 (1)                 |
| 2    | Rabah Madjer       | Attaquant | 1    | 4    | 0.25  | 1980 (1)                 |
| 2    | Chaâbane Merzekane | Défenseur | 1    | 4    | 0.25  | 1980 (1)                 |

### Meilleurs buteurs en Coupe d'Afrique
| Rang | Joueur            | Poste     | Buts | Sél. | Ratio | Coupe(s) d'Afrique disputée(s)                             |
| ---- | ----------------- | --------- | ---- | ---- | ----- | ---------------------------------------------------------- |
| 1    | Lakhdar Belloumi  | Milieu    | 6    | 18   | 0.33  | 1980 (2), 1982 (0), 1984 (2), 1988 (2)                     |
| 1    | Riyad Mahrez      | Milieu    | 6    | 20   | 0.30  | 2015 (1), 2017 (2), 2019 (3), 2021 (0), 2023 (0)           |
| 3    | Baghdad Bounedjah | Attaquant | 5    | 15   | 0.33  | 2019 (2), 2021 (0), 2023 (3)                               |
| 3    | Djamel Menad      | Attaquant | 5    | 18   | 0.28  | 1984 (1), 1986 (0), 1988 (0), 1990 (4), 1992 (0)           |
| 5    | Islam Slimani     | Attaquant | 4    | 18   | 0.22  | 2013 (0), 2015 (1), 2017 (2), 2019 (1), 2021 (0), 2023 (0) |
| 5    | Rabah Madjer      | Attaquant | 4    | 23   | 0.17  | 1980 (0), 1982 (0), 1984 (1), 1986 (1), 1990 (2), 1992 (0) |
| 6    | Hassen Lalmas     | Attaquant | 3    | 3    | 1.00  | 1968 (3)                                                   |
| 6    | Adam Ounas        | Milieu    | 3    | 6    | 0.50  | 2019 (3), 2021 (0), 2023 (0)                               |
| 6    | Djamel Amani      | Milieu    | 3    | 5    | 0.60  | 1990 (3)                                                   |
| 6    | Salah Assad       | Attaquant | 3    | 10   | 0.30  | 1980 (1), 1982 (2)                                         |
| 6    | Tedj Bensaoula    | Attaquant | 3    | 11   | 0.27  | 1980 (2), 1982 (0), 1984 (1), 1986 (0)                     |
| 6    | Billel Dziri      | Milieu    | 3    | 14   | 0.21  | 1996 (1), 1998 (0), 2000 (1), 2002 (1)                     |

En rouge : meilleur buteur du tournoi.